# Раковец (Чашка)
Раковец (мкд. Раковец) је насеље у Северној Македонији, у средишњем државе. Раковец припада општини Чашка.

## Географија
Раковец је смештен у средишњем делу Северне Македоније. Од најближег већег града, Велеса, насеље је удаљено 15 km југозападно.
Насеље Раковец се налази у историјској области Грохот. Насеље је смештено у долини реке Тополке. Западно од насеља издиже се планина Јакупица. Надморска висина насеља је приближно 320 метара.
Месна клима је измењена континентална са значајним утицајем Егејског мора (жарка лета).

## Становништво
Раковец је према последњем попису из 2002. године имао 29 становника.
Према истом попису претежно становништво у насељу су етнички Македонци (100%).
Већинска вероисповест је православље.